# Cokemachineglow
Cokemachineglow, znany też jako cokemachineglow lub Coke Machine Glow – były kanadyjski internetowy magazyn muzyczny poświęcony recenzjom albumów muzycznych i wydarzeniom muzycznym. Założony w 2002 roku przez Scotta Reida, zamknięty w 2015 roku. Jego recenzje są cytowane w serwisach agregujących: Album of the Year i Metacritic.

## Historia i profil
Kanadyjski magazyn internetowy Cokemachineglow założył w 2002 roku Scott Reid, który został również jego redaktorem naczelnym. Redakcja magazynu zajmowała się sekwencjonowaniem i miksowaniem miesięcznych list odtwarzania, pozyskiwaniem autorów, edytowaniem i promowaniem recenzji płytowych, recenzji utworów i koncertów muzycznych oraz edytowaniem postów na blogu. Magazyn początkowo był kojarzony z kanadyjską sceną muzyczną, ponieważ pisał o wykonawcach kanadyjskiego indie rocka, takich jak: Arcade Fire, Leslie Feist czy Wolf Parade, ale także dlatego, że jego nazwa została zaczerpnięta z książki poetyckiej głównego wokalisty kanadyjskiego zespołu The Tragically Hip, Gorda Browniego, dołączonej do jego solowego albumu Coke Machine Glow, wydanego w 2001 roku Wkrótce magazyn rozszerzył swoją działalność poza Kanadę, na: Ohio, Chicago, Los Angeles, Londyn i inne regiony.
W 2015 roku, po 13 latach, Cokemachineglow zakończył działalność. Po zamknięciu magazynu niektórzy jego redaktorzy przeszli do pracy w innych magazynach i gazetach: Lindsay Zoladz trafiła do Pitchforka, a następnie do New York i The New York Times, Calum Marsh – do The New Yorker i The Guardian, Dom Sinacola – do Paste, Andre Perry – do NPR, a Clayton Purdom – do The A.V. Club i Kill Screen, natomiast Colin McGowan został profesjonalnym blogerem koszykarskim. 
13 grudnia 2022 roku nakładem wydawnictwa Archway Editions (i dystrybutora Simon & Schuster) ukazała się książka cokemachineglow: Writing Around Music 2005-2015 (ISBN 978-1-57687-997-9), napisana wspólnie przez byłych członków zespołu redakcyjnego magazynu. Jej redaktorem naczelnym był Clayton Purdom, niezależny pisarz, pracujący w Cokemachineglow w latach 2005–2015.
Recenzje Cokemachineglow są cytowane w serwisach agregujących: Album of the Year i Metacritic.